# S-FIELD
『S-FIELD』（エス フィールド）は、1999年10月2日から2001年3月31日までフジテレビ系列26局で放送されていたスポーツバラエティ番組である。関西テレビとイーストの共同制作。MIZUNOの一社提供。放送時間は毎週土曜 23:00 - 23:30 （日本標準時）、山梨放送（系列外）・テレビ大分・テレビ宮崎・沖縄テレビでは遅れネットで放送。

## 概要
S-FIELDの "S" は、"Sports"（スポーツ） "Survival"（生き残る） "SevenDays"（7日間）を意味している。
当初の内容は、男女の参加者100人がビンゴマシーンを用いて（後期には無作為で決定した）仮カップルを組み、見知らぬ者同士2人でスポーツをテーマにした様々なチャレンジ企画に挑戦。番組から課せられた目標をクリアすれば、そのカップルには賞金100万円が贈られるというものだった。チャレンジ終了後、2人が収録スタジオを訪れればカップル成立となった。チャレンジ企画は基本的に1週完結形式で行われていたが、「東海道53次シュートチャレンジ」については取材量が多く、放送時間30分では決着が困難だったこと、さらに編集に膨大な時間が掛かったことから2週完結となった。
番組は2000年5月27日放送分をもって『S-FIELD THEサバイバル』と改題。さらに同年10月21日には『S-FIELD ガムシャカ伝説』へと再改題リニューアルした。
司会は、『THEサバイバル』の途中までは陣内孝則と中村俊介に女性MCが加わるという構成だった。女性MCは当初、様々な女性タレントたちが週替わりで務めていたが、後に山田まりやがレギュラーで入るようになった。しかし、『THEサバイバル』へのリニューアルからわずか1か月後に中村と山田が降板し、それまでリポーターを務めていたTIMが司会に昇格した。それから3か月後の『ガムシャカ伝説』ではさらにメンバー構成が変わり、TIMに代わって松本明子が陣内とのコンビで出演するようになった。

## 司会
- 陣内孝則 - 全期間にわたって出演。
- 中村俊介 - 『S-FIELD』放送開始時から『THEサバイバル』の途中まで出演。
- 山田まりや - 『S-FIELD』の途中から『THEサバイバル』の途中まで出演。
- TIM（ゴルゴ松本・レッド吉田） - 『THEサバイバル』のみに出演。当初はリポーターを務めていた。
- 松本明子 - 『ガムシャカ伝説』のみに出演。

## スタッフ
- プロデューサー：山口泰弘（関西テレビ）、西本敦哉（関西テレビ）、浦輝久（イースト）
- 技術協力：ニューテレス、FLT、RVC、メディアハウスサウンドデザイン
- 制作：関西テレビ、イースト

## 備考
ネット局の北海道文化放送ではミズノ以外に独自のスポンサーを付けて放送されていたため、提供クレジットは差し替えされ(本来の提供表示前で一旦フェードアウトとなり、その後ブルーバックにスポンサー表示)、独自のエンドカードが設けられていた。
2000年3月21日の番組収録中に、出場者の女性がウェイクボードでのジャンプに失敗し、頭を水面に打ち付けて大ケガをする事故が発生。収録された回の放送は見送りとなった。その数日後、番組スタッフから事故についての詳細が漏れ、筆頭スポンサーのミズノがスポンサーの降板を要請する騒動へと発展した。同社は『福山エンヂニヤリング』放送期間中の2002年3月末に、同土曜23時台前半枠のスポンサーを降りた。